# Onfleet
Onfleet — американская публичная компания из Сан-Франциско, создавшая мобильное приложение для решения задач логистики «последней мили» и службы доставки. Среди американских клиентов компании — такие известные в США фирмы, как HelloFresh, Kroger и GAP.
Ряд изданий, включая журнал Inc. и портал TechCrunch, называет компанию «Uber для доставки».
Программное обеспечение, разработанное компанией, позволяет продавцам взаимодействовать с курьерами и водителями, готовыми осуществлять доставку их продуктов, в то же время оптимизируя их маршруты и обеспечивая связь с получателями. Разработанные компанией библиотеки также могут быть интегрированы в приложения их клиентов.
Компания работает по принципу «доставка как услуга», взымая помесячную плату за пользование своим программным обеспечением. При этом некоторое небольшое количество доставок бесплатно, однако ряд крупных клиентов компании осуществляет 100 000 и более доставок в месяц.
Onfleet имеет клиентов в более чем 50 странах, в том числе Мексике, Франции, Испании, Австралии и ЮАР; для этих стран выпущены локализованные версии приложения. По состоянию на 2020 год более 75% бизнеса компании связано с Северной Америкой.

## История
Компания была основана в 2012 году группой студентов из Университета Стэнфорда в составе Дэвида Ветрано, Майкела Карменс Кавия и Халеда Наима. В апреле 2015 года она получила финансирование в размере двух миллионов долларов от ряда
бизнес-ангелов, включая бизнес-акселератор Университета Стэнфорда StartX.
Идея компании возникла на базе простого приложения, написанного Наимом, предназнченного для облегчения навигации по городам Среднего Востока, где, по его словам, «адреса либо вообще не существуют, либо очень сложны для объяснения». Приложение позволяло передать адресату короткую ссылку, открывавшую карту с маршрутом движения до заданного места и полезными примечениями. Очень быстро у приложения появились платные пользователи, оценившие его удобство.
С января 2014 года бета-версия приложения использовалась более чем в 25 странах мира.
В 2018 году компания вышла на прибыльность.
В 2019 году компания заняла 124-е место в рейтинге наиболее успешнных компаний по версии журнала Inc., а также 13-е место в списк 100 самых быстрорастущих компаний Сан-Франциско по версии газеты San Francisco Business Times.
С началом пандемии COVID-19 компания предложила свою платформу для бесплатного пользования организациям, делающим вклад в борьбу с пандемией, в том числе осуществляющим транспортировку лабораторных образцов и лекарств. Компания также включила в арсенал своих предложений бесконтактную доставку. В первые недели апреля 2020 года количество доставок возросло на 35% по сравнению с мартом того же года; в день производилось свыше ста тысяч доставок. Доходы компании также значительно выросли в связи с легализацией каннабиса в ряде штатов США; с начала пандемии количество доставок, связанных с алкоголем и каннабисом, увеличилось вчетверо.
В конце 2020 года компания дополнительно получила от инвесторов 14 миллионов долларов.